# Laguna

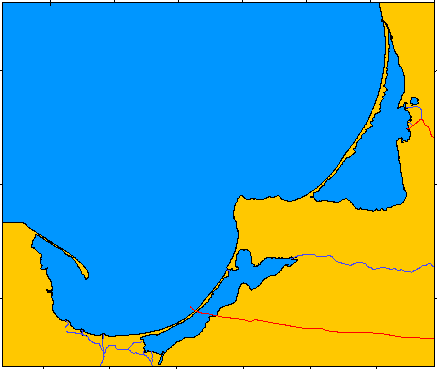
Lagunas Vístula e da Curlândia, no mar Báltico

Uma laguna é uma depressão formada por água salobra ou salgada, localizada na borda litorânea, comunicando-se com o mar através de canal, constituindo assim, uma espécie de semilago. Em geral, as lagunas se formam em estuários oceânicos de rios que, pela interação com a mecânica do vento e das ondas, geram barras de sedimentos que evoluem para esporões arenosos, isolando as águas salobras da violência do mar.
Em alguns lugares, como no Brasil, este processo geomorfológico pode criar sistemas de lagoas conectadas somente pelo lençol freático.

## Galeria

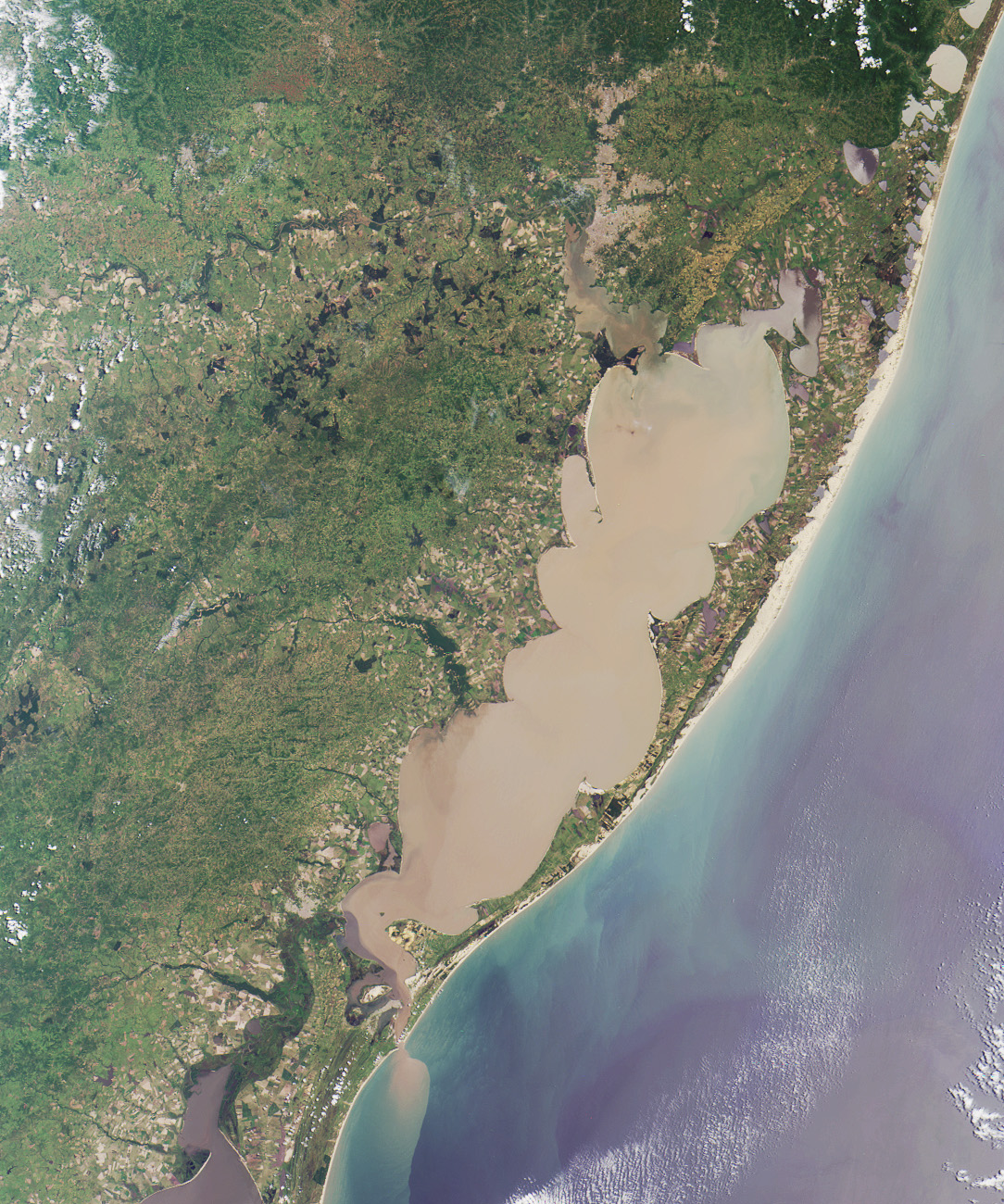
Lagoa dos Patos, uma laguna do Rio Grande do Sul
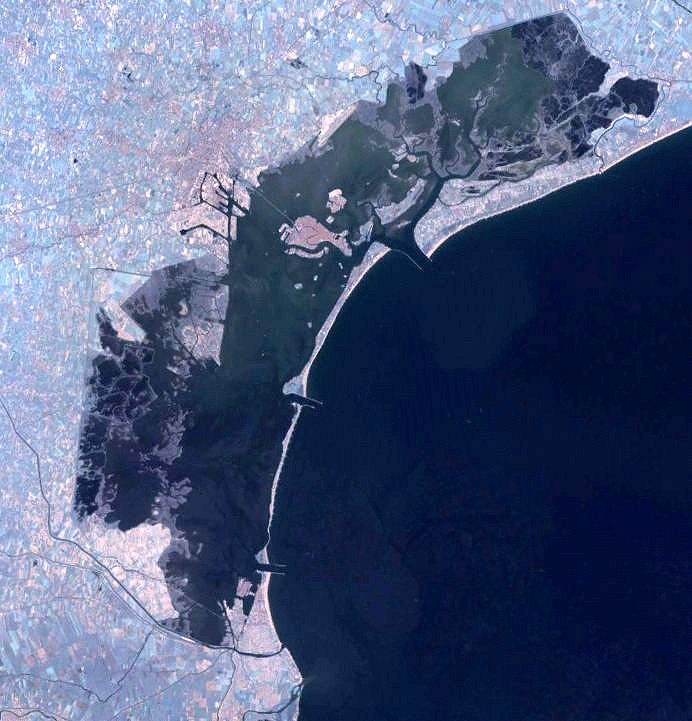
A laguna de Veneza vista de satélite
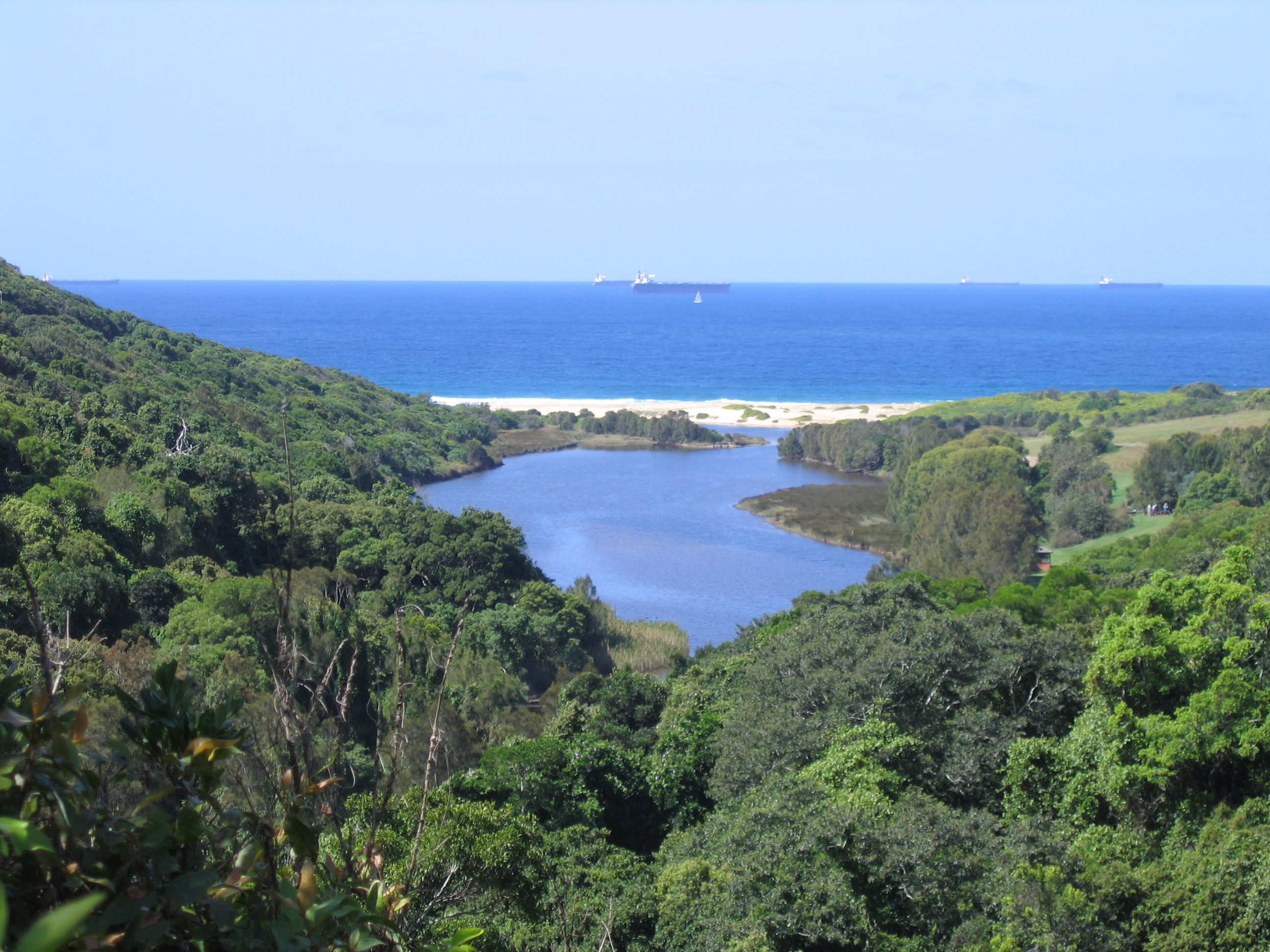
Laguna Glenrock, Austrália
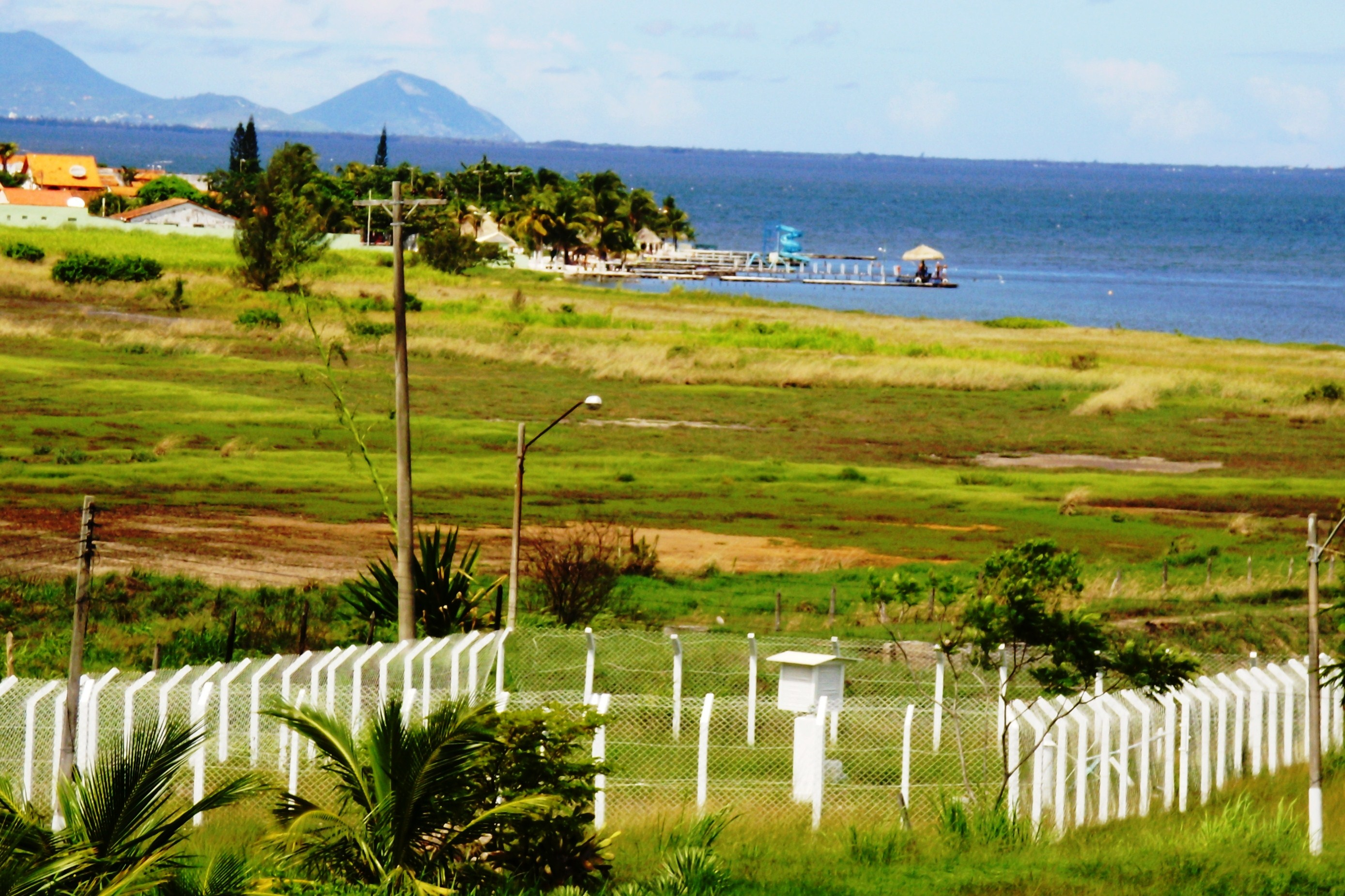
Laguna Araruama no  Rio de Janeiro, a maior massa de água hipersalina em estado permanente do mundo
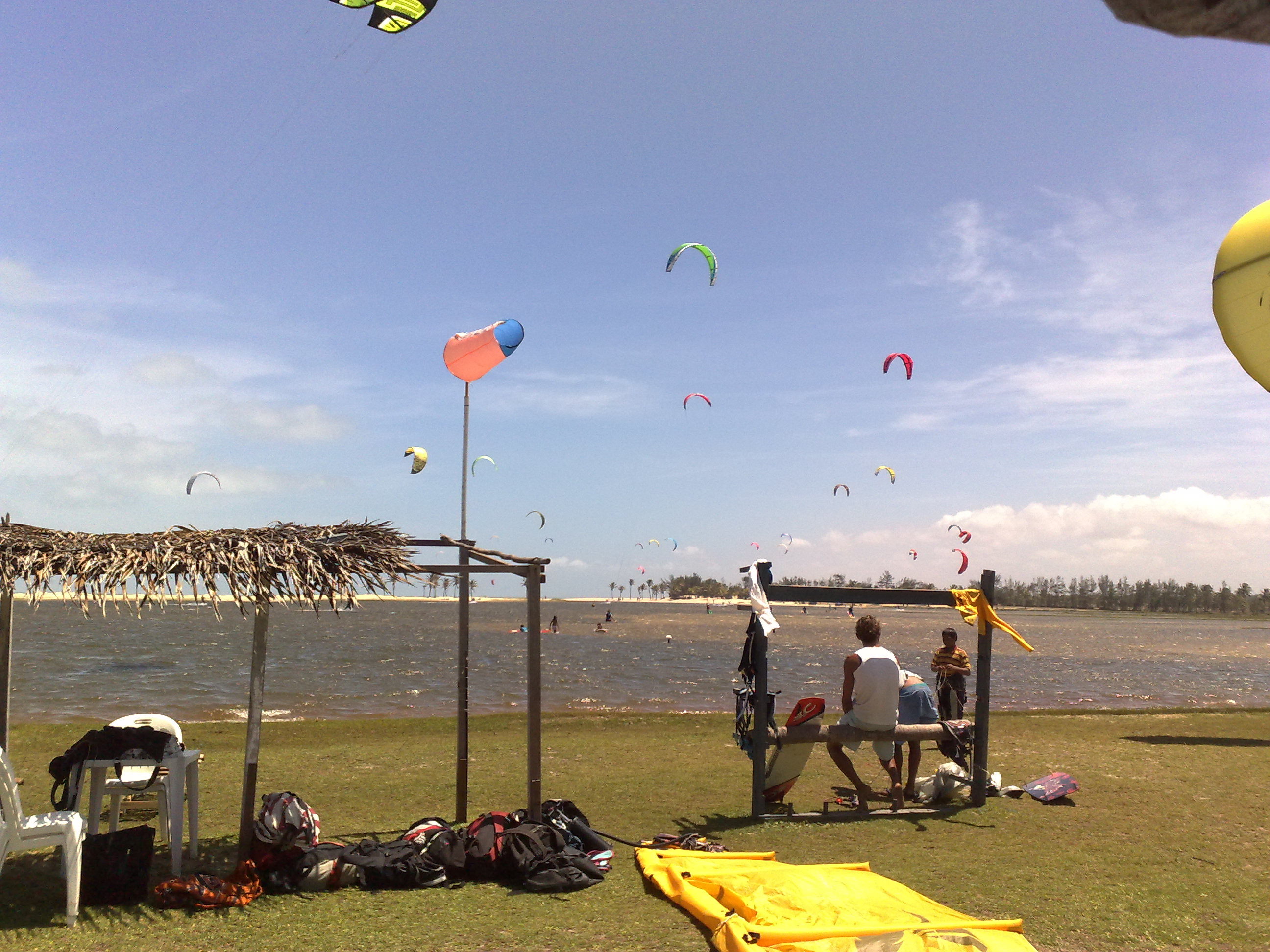
Prática de kitesurf na Laguna do Cauípe, Caucaia, Ceará